# Teratoppia regalis
Teratoppia regalis är en kvalsterart som beskrevs av Sandór Mahunka 1983. Teratoppia regalis ingår i släktet Teratoppia och familjen Teratoppiidae. Inga underarter finns listade i Catalogue of Life.